# ۹۸۲ (قمری)
۹۸۲ (قمری)، نهصد و هشتاد و دومین سال در گاهشماری هجری قمری است. اول محرم این سال برابر با سوم مه سال ۱۵۷۴ میلادی است.